# Vítězslav Čech
Vítězslav Čech (15. května 1933 - říjen 2016) byl český politik, po sametové revoluci československý poslanec Sněmovny národů Federálního shromáždění za Levý blok.

## Biografie
Ve volbách roku 1992 byl zvolen za levý blok do české části Sněmovny národů (volební obvod Jihomoravský kraj). Ve Federálním shromáždění setrval do zániku Československa v prosinci 1992.